# 诺加雷多
诺加雷多（義大利語：Nogaredo），是意大利特伦托自治省的一个市镇。总面积3.64平方公里，人口1946人，人口密度534.6人/平方公里（2009年）。ISTAT代码为022127。